# Contea di La Plata
La contea di La Plata, in inglese La Plata County, è una contea dello Stato del Colorado, negli Stati Uniti. La popolazione al censimento del 2000 era di 46 229 abitanti. Il capoluogo di contea è Durango.

## Geografia
La contea si trova nel sud-ovest dello Stato, al confine con il Nuovo Messico. Nella contea si trovano le riserve Mountain Ute e Southern Ute del popolo Ute. I fiumi principali sono La Plata, Animas e Los Piños.

### Contee confinanti
- Contea di San Juan - nord
- Contea di Hinsdale - nord-est
- Contea di Archuleta - est
- Contea di San Juan (Nuovo Messico) - sud
- Contea di Montezuma - ovest
- Contea di Dolores - nord-ovest

## Storia
L'area era abitata dagli Anasazi. La contea fu istituita nel 1874 e deve il suo nome all'argento (plata) di cui è ricco il terreno.

## Comuni
L'unica city è Durango.

### Towns
- Bayfield
- Ignacio